# Цртица
Цртица (друштвена хроника) је пре свега кратка, ауторска форма, готово искључиво намењена новинама.
Нема правог модела који би упутио како је написати. Избор теме је најважнији. Друштвена хроника често обрађује „ситнице које живот значе“. Осељивост новинара на свакодневницу, незаконитости које погађају обичног човека, недаће људи око нас са којима они не могу да се изборе јер немају друштвену моћ, "квалификација" је за писанје друштвене хронике односно цртице. Цртица треба да наведе аудиторијум да емпатише са "главним актерима" и мобилише на акцију.
Новинари који се одлуче да одређену појаву обраде у форми цртице морају имати склоност ка литерарном изразу. Многи од њих су сабрали ове текстове и објавили их у форми књиге. Нажалост ова форма због своје захтевности полако се повлачи са страница модерне штампе која све више узима уређивачки модел таблоида.